# Heikki Haavisto
Heikki Johannes Haavisto, född 20 augusti 1935 i Reso, död 22 juli 2022 i Reso, var en finländsk politiker (Centern i Finland).
Haavisto blev agronom 1957 och juris kandidat 1962. Han var avdelningschef vid Raision Tehtaat Oy 1963–1966, verksamhetsledare vid Centralförbundet för lant- och skogsbruksproducenter (MTK) 1967–1974 och styrelseordförande 1975–1994. Han utsågs 1993 till utrikesminister och skötte skickligt förhandlingarna inför Finlands inträde i Europeiska unionen (EU). Han innehade posten fram till regeringsskiftet 1995 och betraktades ha de bästa förutsättningarna att lindra lantbrukarbefolkningens oro i fråga om anslutningen till EU. Han tilldelades ministers titel 1998.

## Utmärkelser
- Storkorset av Finlands Lejons orden[4]
- Norska förtjänstordens storkors[4]
- Kommendör med stora korset av Nordstjärneorden[4]
- Förbundsrepubliken Tysklands förtjänstorden – stora kommendörskorset med stjärna och axelrem[4]
- Storkors av Adolf av Nassaus civil- och militärförtjänstorden[4]
- Kommendörstecknet av Finlands Lejons orden[4]
- Storkorsriddare av Republiken Italiens förtjänstorden[4]
- Kommendörstecknet av Finlands Vita Ros’ orden[4]
- Storkors av Dannebrogorden[4]

[Redigera Wikidata]